# FC Turgi
Der FC Turgi ist ein 1919 gegründeter Schweizer Fussballclub aus dem Kanton Aargau.

## Geschichte
Zu den Gründungsmitgliedern gehören der damalige Präsident Paul Lehmann, Ernst Vogelsang-Stamm, Adolf Rehmann, Anton Binkert, Karl Wiedemeier sowie Josef Weber. Der Verein wurde im Restaurant Fankhauser gegründet, das später unter dem Namen Traube geführt wurde. Erst einige Jahre nach Gründung konnte mit Hilfe des Unternehmers Dominik Umbricht der Sportplatz Steig in Ennetturgi (Gemeindegebiet Untersiggenthal) gepachtet werden. Der Verein gründete 1941 eine Jugendabteilung. Zwischenzeitlich stieg der FC Turgi mehrere Male in die 1. Liga auf und erreichte gute Platzierungen in der ewigen Bestenliste der 2. Liga des Aargauischen Fussballverbands.

## Erfolge
1931 gewann der FC Turgi als Viertligist den Aargauer Cup gegen den damaligen Drittligisten FC Buchs. 1947 stieg die Mannschaft unter Trainer Renato Casali in die Zweite Liga auf, der sie bis 1980 angehörte.
1953 verlor der FC Turgi als letzter im Wettbewerb verbliebener Aargauer Verein nach Siegen gegen die Erstligisten FC Derendingen und FC Old Boys erst gegen den damaligen Nationalliga-A-Verein FC Grenchen. In der Schweiz hatte der Fussballclub als zu diesem Zeitpunkt letzter verbliebener Zweitligist der Cup-Hauptrunde für Aufsehen gesorgt.
Im Cup 1966 besiegte der Verein in den Vorrunden den SC Zurzach, den FC Fislisbach, den FC Turicum, den SC Zofingen, den FC Buchs und den FC Baden aus der Nationalliga B. Der FC Turgi verlor danach gegen den höher klassierten FC Lugano mit 0:4.

## Spielstätte
Die 2021 eingeweihte Sportanlage Oberau ist seither Heimat aller Mannschaften des FC Turgi. Die Sportanlage bestand zuerst aus 3 Spielfeldern. Wobei Platz 1 und 2 für 2. Liga interregional zugelassen sind, Platz 3 nur für 9er Fussball.
Platz 4 wurde in Eigenregie gebaut und finanziert, im Jahr 2024 aber noch nicht für den Trainingsbetrieb freigegeben.

## Ehemalige Spielstätten bis 2021
Der Sportplatz Steig war lange Zeit die Heimspielstätte der Aktivmannschaften. Der Sportplatz Unterau war in dieser Zeit hauptsächlich Trainingsplatz und Ausweichterrain und wurde durch die verschiedensten Jugendmannschaften des Vereins benutzt. Zur Jubiläumssaison Saison 2019/2020 konnte der Bau der Sportanlage Oberau in Untersiggenthal nach langer Gegenwehr gestartet werden. Das Spiel der 1. Mannschaft gegen die zweite Mannschaft des FC Klingnau war im Oktober 2021 das offiziell letzte Spiel. Vier der Sechs Flutlichtmasten wurden im Januar 2024 auf der Sportanlage Oberau als Beleutung für Platz 4 wiederverwendet.